# Bavayia tanleensis
Bavayia tanleensis — вид геконоподібних ящірок родини диплодактилідів (Diplodactylidae). Ендемік Нової Каледонії. Описаний у 2022 році. 

## Поширення і екологія
Bavayia tanleensis відомі за типовим зразком, зібраним на острові Танле, розташованому біля північно-західного узбережжя Нової Каледонії.